# Virgin America
Virgin America (código IATA: VX, código ICAO: VRD, Callsing: REDWOOD) fue una aerolínea de Estados Unidos fundada en 2004, que comenzó sus servicios en 2007. Su sede principal estaba en Burlingame, California en el área de la bahía de San Francisco, siendo el centro de operaciones el Aeropuerto Internacional de San Francisco.
Alaska Air Group adquirió a Virgin America en 2016 con una valorización de USD 2,6 mil millones, con gastos adicionales que elevan el costo a aproximadamente USD 4 mil millones.
Con la transacción, Virgin America se convirtió en una aerolínea hermana de las otras filiales de Alaska Air Group, Alaska Airlines y Horizon Air.
Alaska Air Group planeó integrar a Virgin America en Alaska Airlines, bajo un solo certificado operativo a principios de 2018, lo cual al final se terminó concretando en abril.
Virgin America volaba a destinos de Los Estados Unidos y México. Volaba mayormente desde sus bases en San Francisco y Los Ángeles. Tenía la flota de aviones más moderna de América del Norte. Volaba una flota de aviones A319 y A320 de Airbus. Los aviones de Virgin America tenían luz de color en la cabina y tenían asientos de cuero tanto en primera clase como en clase económica. Tenían una televisión en cada asiento con la tecnología más moderna de la industria. Virgin America era respaldada por Richard Branson, propietario del grupo Virgin.

## Flota
A finales de abril de 2017, constaba de las siguientes aeronaves: 
| Aeronave        | En servicio | Órdenes | Pasajeros | Pasajeros | Pasajeros | Pasajeros | Notas                                                                                     |
| Aeronave        | En servicio | Órdenes | F         | Y+        | Y         | Total     | Notas                                                                                     |
| --------------- | ----------- | ------- | --------- | --------- | --------- | --------- | ----------------------------------------------------------------------------------------- |
| Airbus A319-100 | 10          | —       | 8         | 12        | 99        | 119       | Serán transferidas a Alaska Airlines                                                      |
| Airbus A320-200 | 53          | —       | 8         | 12        | 129       | 149       | Serán transferidas a Alaska Airlines                                                      |
| Airbus A320-200 | 53          | —       | 8         | 12        | 126       | 146       | Serán transferidas a Alaska Airlines                                                      |
| Airbus A320neo  | —           | 30      | TBA       | TBA       | TBA       | TBA       | Entregas en 2020–2022 Órdenes serán transferidas a Alaska Airlines                        |
| Airbus A321neo  | 2           | 8       | 8         | 18        | 159       | 185       | Cliente de lanzamiento Entregas en 2017–2018 Órdenes serán transferidas a Alaska Airlines |
| Total           | 65          | 39      |           |           |           |           |                                                                                           |